# Sandra Ramírez
Sandra Elizabeth Ramírez Alemán (* 8. Januar 1989 in Guadalajara, Jalisco) ist eine mexikanische Fußballschiedsrichterassistentin.
Ramírez leitet als Schiedsrichterassistentin Spiele in der Liga MX Femenil sowie bei den Männern in der Liga de Expansión MX und der Liga MX.
Seit 2019 steht sie auf der Liste der FIFA-Schiedsrichter und leitet internationale Fußballpartien.
Ramírez war zusammen mit Enedina Caudillo als Schiedsrichterassistentin von Francia González bei der U-20-Weltmeisterschaft 2022 in Costa Rica im Einsatz. Zudem wurde Ramírez für die Weltmeisterschaft 2023 in Australien und Neuseeland nominiert und leitete bei dieser als Assistentin von Melissa Borjas zwei Gruppenspiele und ein Achtelfinale.